# Sarah De Kunst
Sarah De Kunst is een personage uit de VTM-televisieserie Familie, gespeeld door Els Meeus. Oorspronkelijk werd de rol van Sarah gespeeld door Debbie Schneider. 

## Overzicht
Sarah is de dochter van Didier De Kunst, in de beginjaren dé grote vijand van de familie. Wanneer ze na de dood van haar vader uit de Verenigde Staten terugkeert, zijn de Van den Bossches dan ook niet blij haar te zien. Toch lijkt ze in eerste instantie de goedheid zelve. Ze begint een lesbische relatie met Trudy Tack de Rixart de Waremme en houdt samen met haar een modeboetiek open.
Wanneer het tot een breuk met Trudy komt, beginnen Sarah's stoppen door te slaan en wordt ze werkelijk labiel. Zo probeert ze Trudy's nieuwe vriend Peter Van den Bossche én diens depressieve echtgenote Femke Maeterlinck te vermoorden. De politie kan haar arresteren en ze belandt in een psychiatrische instelling.
Sarah kan ontsnappen en vlucht naar Marbella. Van daaruit onderneemt ze nog een laatste poging om haar grote liefde Trudy voor zich te winnen, maar tevergeefs. Later keert ze terug naar België en werkt ze samen met Thomas Maeterlinck en Xavier Latour aan een ultiem plan om de Van den Bossches eens en voor altijd klein te krijgen.
Latour bedankt Thomas en Sarah voor hun geleverde werk in zijn "masterplan". Als extraatje heeft hij Trudy ontvoerd en een vliegtuigje gecharterd, zodat Sarah met haar "klein lief vogeltje" ergens ver weg een nieuw leven kan beginnen. Wat Sarah en Thomas niet weten is dat Latour het vliegtuig laten saboteren heeft. De motor ontploft en het toestel stort neer. Sarah en Thomas zijn op slag dood, Trudy overleeft de crash.